# Prosenoides curvirostris
Prosenoides curvirostris là một loài ruồi trong họ Tachinidae.